# FN M1900
La FN M1900 (chiamata ufficialmente FN Browning M1900, ma anche FN Mle.1900, Browning M1900 e Browning No.1) è una pistola semiautomatica a singola azione progettata nel 1896 da John Browning per la Fabrique Nationale de Herstal (FN) e prodotta in Belgio all'inizio del secolo. È stata la prima pistola di produzione a usare un carrello scorrevole. L'arma fu camerata per le cartucce 7,65 Browning, note anche come .32 ACP, 7,65 × 17 mm, ecc.

## Storia
Il progetto fu presentato al produttore di armi FN Herstal nel 1898, con la produzione che iniziò l'anno successivo (quindi sotto la denominazione Modele 1899). Nel 1900, l'M1900 ha introdotto un design migliorato caratterizzato principalmente da una canna più corta e impugnatura più larga. Queste modifiche sono state applicate retroattivamente dopo che FN ha iniziato la produzione di altri modelli di pistola Browning; inizialmente l'M1900 era commercializzato semplicemente come "Pistolet Browning" (Browning Pistol). La produzione cessò dopo  11 anni, con un totale di circa 700.000 unità prodotte.
Il presidente degli Stati Uniti, Theodore Roosevelt, possedeva una M1900 con la madreperla sull'impugnatura, che teneva regolarmente nel suo comodino.
Eugen Schauman, un attivista nazionalista finlandese, assassinò il governatore generale Nikolaj Ivanovič Bobrikov (la più alta autorità russa nel Granducato di Finlandia) con una pistola Browning il 16 giugno 1904 a Helsinki. L'atto fu seguito da spontanee celebrazioni anti-russe nelle strade di Helsinki e dopo l'indipendenza del 1917 Schauman fu considerato un eroe nazionale della Finlandia.
La pistola di tipo 64 nordcoreana è una copia della M1900. Gli esemplari esaminati dalle autorità occidentali furono contrassegnati con la data del 1964. Fu prodotta una variante silenziata che presentava un carrello accorciato per consentire alla canna filettata di sporgere fuori all'arma in modo tale da fissare il silenziatore.